# Liste der denkmalgeschützten Objekte in Thiersee
Die Liste der denkmalgeschützten Objekte in Thiersee enthält die 12 denkmalgeschützten, unbeweglichen Objekte der Gemeinde Thiersee.

## Denkmäler
| Foto |                 | Denkmal | Standort                                       | Beschreibung | Metadaten |
| ---- | --------------- | --- | ---------------------------------------------- | --- | --- |
| BW   | Datei hochladen | Kapelle Breitenau HERIS-ID: 107083 Objekt-ID: 124364 TKK: 2381seit 2014                                                    | Hinterthiersee 5 Standort KG: Thiersee         | Die einjochige gemauerte Kapelle mit rundem Chorschluss und Satteldach wurde laut Inschrift am Chorbogen 1865 errichtet. An der Eingangsfassade befindet sich ein Korbbogenportal, darüber ein ovales Giebelfresko mit dem Gnadenbild Mariahilf, links neben dem Eingang eine Darstellung der hl. Barbara. Das Innere weist ein Tonnengewölbe mit Stichkappen auf, der Altarraum ist durch einen stark eingezogenen Chorbogen vom Betraum abgetrennt. Die Wandmalereien aus der Erbauungszeit zeigen die hl. Dreifaltigkeit, flankiert von den hll. Margaretha, Katharina, Josef und Anna mit Maria. | BDA-Hist.: Q37809421 Status: Bescheid Stand der BDA-Liste: 2025-06-30 Name: Kapelle Breitenau GstNr.: .548                                                                                |
| ja   | Datei hochladen | Schmiede mit Backofen beim Oberbichl HERIS-ID: 46109 Objekt-ID: 47772 TKK: 2522                                            | bei Hinterthiersee 66 Standort KG: Thiersee    | Das zweigeschoßige gemauerte Gebäude mit Satteldach aus dem 18. Jahrhundert beherbergt im Erdgeschoß eine Schmiede und im Obergeschoß einen Backofen. Die Schmiede weist ein Tonnengewölbe mit Stichkappen sowie eine gemauerte Esse auf und ist giebelseitig über ein Rechteckportal erschlossen. Im Obergeschoß befinden sich zwei Backöfen unter zwei hangseitigen rundbogigen Maueröffnungen. | BDA-Hist.: Q38019291 Status: Bescheid Stand der BDA-Liste: 2025-06-30 Name: Schmiede mit Backofen beim Oberbichl GstNr.: .473 Backofen (Oberbichl, Hinterthiersee, Thiersee)              |
| ja   | Datei hochladen | Kath. Pfarrkirche hl. Nikolaus und Friedhof mit Kriegerdenkmal HERIS-ID: 55427 Objekt-ID: 64077 TKK: 8992, 72832, 72833, … | Hinterthiersee 91 Standort KG: Thiersee        | Urkundlich wurde 1435 eine Kirche genannt. 1684 erfolgt ein barocker Um- und Neubau. 1852/1854 wurde der Turm angebaut. Die Kirche wurde 1891 zur Pfarrkirche erhoben. | BDA-Hist.: Q38065489 Status: § 2a Stand der BDA-Liste: 2025-06-30 Name: Kath. Pfarrkirche hl. Nikolaus und Friedhof mit Kriegerdenkmal GstNr.: 1363, .134 Sankt Nikolaus (Hinterthiersee) |
| BW   | Datei hochladen | Rohrmooskapelle HERIS-ID: 59757 Objekt-ID: 71328 TKK: 2391                                                                 | bei Jochberg 25 Standort KG: Thiersee          | Die Hofkapelle wurde in der ersten Hälfte des 19. Jahrhunderts errichtet. Der einjochige Mauerbau mit dreiseitig schließendem Chor ist mit einem Satteldach gedeckt. Über dem Rundbogenportal an der südlichen Giebelfassade befindet sich eine vertiefte Nische mit Ölgemälde Maria mit Kind von Alois Prinz von 1984. Der Innenraum ist mit einem Tonnengewölbe mit Stichkappen versehen, die rundbogige Altarnische ist durch ein Schmiedeeisengitter abgetrennt. | BDA-Hist.: Q38088601 Status: Bescheid Stand der BDA-Liste: 2025-06-30 Name: Rohrmooskapelle GstNr.: 1999                                                                                  |
| ja   | Datei hochladen | Kath. Pfarrkirche hl. Margaretha und Friedhof HERIS-ID: 56001 Objekt-ID: 64945 TKK: 8994                                   | Kirchdorf 33 Standort KG: Thiersee             | 1315 wird erstmals urkundlich eine Kirche genannt. Ein Umbau der Kirche erfolgte in den Jahren 1686 und nach einem Brand im Jahr 1703. 1891 wurde die Pfarre gegründet. Die heutige Kirche wurde im Jahr 1967 nach Plänen von Franz Windhager unter Beibehaltung der barocken Rundapsis und des gotischen Kirchturms erbaut. | BDA-Hist.: Q23930562 Status: § 2a Stand der BDA-Liste: 2025-06-30 Name: Kath. Pfarrkirche hl. Margaretha und Friedhof GstNr.: .76, 710/3, 710/4 Pfarrkirche Vorderthiersee                |
| ja   | Datei hochladen | Sog. Kastenhäusl HERIS-ID: 107062 Objekt-ID: 124343 TKK: 2455                                                              | Kirchdorf 34 Standort KG: Thiersee             | Das zweigeschoßige Wohngebäude mit Satteldach ist an der Firstpfette inschriftlich mit 1825 datiert. Um 1980 wurde es im westlichen Gebäudeteil erneuert. Über dem gemauerten Erdgeschoß ist das Haus als Kantblockbau ausgeführt. Es ist giebelseitig von Osten über einen Mittelflurgrundriss erschlossen. Das Rechteckportal in der Mittelachse ist mit einer geschweifter Oberlichte versehen. Darüber befindet sich im Obergeschoß ein kleiner Söller und im Giebelfeld ein fassadenbreiter Söller. | BDA-Hist.: Q37809377 Status: § 2a Stand der BDA-Liste: 2025-06-30 Name: Sog. Kastenhäusl GstNr.: .78 Kastenhäusl (Thiersee)                                                               |
| ja   | Datei hochladen | Kapelle Ankirchen, Kirchwirtkapelle HERIS-ID: 12620 Objekt-ID: 8773 TKK: 2516                                              | bei Kirchdorf 61 Standort KG: Thiersee         | Die 1777 errichtete Kapelle stürzte bei Sanierungsarbeiten 2001 ein und wurde 2002 leicht versetzt nach historischem Vorbild neu gebaut. Der einjochige Mauerbau weist einen runden Chorschluss und ein schindelgedecktes Satteldach auf. An der Eingangsfassade befinden sich ein Rundbogenportal mit gemalter Portalarchitektur und eine Darstellung des Gnadenbilds Mariahilf im Giebelfeld. Das Innere weist ein Tonnengewölbe auf, der Altarraum ist durch einen stark eingezogenen Rundbogen vom Betraum abgetrennt. Das Deckengemälde zeigt die hl. Dreifaltigkeit. | BDA-Hist.: Q38134394 Status: Bescheid Stand der BDA-Liste: 2025-06-30 Name: Kapelle Ankirchen, Kirchwirtkapelle GstNr.: 2301/2                                                            |
| ja   | Datei hochladen | Mariahilfkapelle / Fiegerkapelle / Fuggerkapelle HERIS-ID: 55685 Objekt-ID: 64452 TKK: 2387                                | Landl 7, südwestlich Standort KG: Thiersee     | Die Kapelle entstand der Überlieferung nach aufgrund eines Gelöbnisses des Grafen Fieger von Hirschberg, der an dieser Stelle 1685 knapp einem Sturz vom Pferd entgangen war. Der erste Bau von 1686 entwickelte sich zu einer Wallfahrtsstätte und wurde 1731 erweitert. Der einjochige Mauerbau mit eingezogenem, dreiseitigem Chorschluss und schindelgedecktem Satteldach ist an den Fassaden mit gemalten Pilastern und Faschenrahmungen an den Maueröffnungen gegliedert. Über dem Rechteckportal befindet sich eine Mauernische mit einer Darstellung des Gnadenbildes Mariahilf mit Engeln von Rafael Thaler von 1935. Das Innere weist im Betraum ein flaches Tonnengewölbe auf Pilastern mit Stuckkapitellen, im eingezogenen Chor Stichkappen sowie Mauernischen mit Muscheldekor im Rundbogenschluss auf. | BDA-Hist.: Q38067216 Status: § 2a Stand der BDA-Liste: 2025-06-30 Name: Mariahilfkapelle/ Fiegerkapelle/ Fuggerkapelle GstNr.: .245 Fiegerkapelle (Landl, Thiersee)                       |
| ja   | Datei hochladen | Kath. Pfarrkirche Mariahilf und Friedhof HERIS-ID: 59759 Objekt-ID: 71330 TKK: 72862, 8993                                 | Landl 47, in der Nähe Standort KG: Thiersee    | Der spätbarocke Bau aus dem Jahr 1794/1795 wurde 1824 geweiht. Der Westturm ist in das Langhaus eingestellt, sein Glockengeschoß mit korbbogigen Schallöffnungen durch Gesimse abgesetzt, darüber gedrückter Zwiebelhelm. Der eingezogene, dreiseitig polygonal geschlossene Chor hat querovale Fenster. Innen schmuckloser Saalraum mit Flachtonne und je zwei Fensterachsen. Die Fenster wurden von der Tiroler Glasmalerei und Mosaik Anstalt 1908 hergestellt. Die Deckenmalereien stammen inschriftlich von Sebastian Anton Defregger aus dem Jahre 1817 und wurden 1970 teilweise übermalt, sie zeigen Szenen aus dem Marienleben. Der Friedhof befindet sich rund um die Kirche, er wurde Ende des 18. Jahrhunderts angelegt und 1972 erweitert.                                                               | BDA-Hist.: Q38088611 Status: § 2a Stand der BDA-Liste: 2025-06-30 Name: Kath. Pfarrkirche Mariahilf und Friedhof GstNr.: .203, 1908/1 Pfarrkirche Thiersee-Landl                          |
| BW   | Datei hochladen | Ehem. Schulhaus HERIS-ID: 40315 Objekt-ID: 40226 TKK:                                                                      | Landl 48 Standort KG: Thiersee                 | | BDA-Hist.: Q37994050 Status: Bescheid Stand der BDA-Liste: 2025-06-30 Name: Ehem. Schulhaus GstNr.: 1913                                                                                  |
| ja   | Datei hochladen | Höckkapelle (Hechlkapelle) HERIS-ID: 13392 Objekt-ID: 9571 TKK: 2517                                                       | bei Vorderthiersee 9 Standort KG: Thiersee     | Der einjochige Mauerbau mit eingezogenem, rundem Chorschluss und Satteldach wurde 1776 erbaut. An der westlichen Giebelfassade befinden sich ein Rundbogenportal, abgefaste Mauerkanten und ein geschwungener Blendgiebel. Das Innere weist ein Tonnengewölbe über umlaufendem Gesims auf, der Altarraum ist durch einen Gurtbogen auf Pilastern vom Betraum getrennt. Die Deckenmalerei von 1776 von Peter Troger zeigt die Anbetung der Könige und vier Evangelisten, umrahmt von Rautenfeldern und Architekturmalerei mit Putten und Blütengehängen. | BDA-Hist.: Q38177091 Status: Bescheid Stand der BDA-Liste: 2025-06-30 Name: Höckkapelle (Hechlkapelle) GstNr.: .31 Hechlkapelle (Thiersee)                                                |
| ja   | Datei hochladen | Denkmal Dreibrunnenjoch HERIS-ID: 107108 Objekt-ID: 124389 TKK: 72819                                                      | Breiten 117, in der Nähe Standort KG: Thiersee | Das Denkmal am Nordostabhang des Pendling wurde im zweiten Viertel des 19. Jahrhunderts zum Gedenken an den 1837 hier verunglückten Pfarrprovisor Josef Schindlholzer errichtet. Der steinerne Obelisk trägt Gedenk- und Weiheinschriften an der Vorder- und Rückseite. | BDA-Hist.: Q37809459 Status: § 2a Stand der BDA-Liste: 2025-06-30 Name: Denkmal Dreibrunnenjoch GstNr.: 2260                                                                              |